# Маре, Фил
Филлип Фердинанд (Фил) Маре (англ. Phillip Ferdinand "Phil" Mahre; род. 10 мая 1957, Якима, штат Вашингтон, США) — американский горнолыжник, олимпийский чемпион 1984 года в слаломе, чемпион мира 1980 года в комбинации, трёхкратный обладатель Кубка мира (1981, 1982, 1983).
Брат-близнец Стива Маре (Фил старше на 4 минуты), также горнолыжника, чемпиона мира 1982 года в гигантском слаломе и вице-чемпиона Олимпиады-1984 в слаломе, где Фил выиграл золото.
Всего за карьеру одержал 27 побед на этапах Кубка мира (1976—1983) — 12-е место в истории и второе место среди американских мужчин после Боде Миллера (33). На момент окончания карьеры занимал второе место после Ингемара Стенмарка по количеству побед на этапах Кубка мира.
Вместе с братом завершил карьеру в марте 1984 года в возрасте 26 лет.
В 1985 году вместе с братом выпустил книгу «No Hill Too Fast».

## Результаты на крупнейших соревнованиях

### Зимние Олимпийские игры
| Олимпийские игры | Скоростной спуск | Супергигант | Гигантский слалом | Слалом | Комбинация |
| ---------------- | ---------------- | ----------- | ----------------- | ------ | ---------- |
| 1976 Инсбрук     | —                | н/д         | 5                 | 18     | н/д        |
| 1980 Лейк-Плэсид | 14               | н/д         | 10                | 2      | н/д        |
| 1984 Сараево     | —                | н/д         | 8                 | 1      | н/д        |